# شهر باستانی جانستان مورموری
شهر باستانی جانستان ( به محلی جونسو ) شهری باستانی متعلق به دوران مادها یا تمدن عیلامیان است که در ۵ کیلومتری شهر مورموری واقع شده است .
شهر باستانی جانستان با طبیعتی بکر و آبشار های زیبا و همچنین دارای منایع سنگی و معدنی بسیار یکی از مراکز گردشگری مورموری در استان ایلام به شمار می رود .
قدمت این شهر باستانی به هزاران سال پیش یعنی حدود ۳ هزار سال پیش و ۱۵۰۰ سال پیش از میلاد مسیح می رسد و در کوهپایه کوه کاس ماس واقع شده است .